# Бубба Сміт
Бубба Сміт (справжнє ім'я — Чарльз Аарон Сміт, англ. Charles Aaron «Bubba» Smith; 28 лютого 1945, Бомонт, Техас — 3 серпня 2011, Лос-Анджелес, Каліфорнія) — американський актор і гравець в американський футбол. У 1967—1976 роках грав у американський футбол на професійному рівні. Після завершення спортивної кар'єри став актором. Відомий роллю Мозеса Гайтавера у фільмах «Поліцейська академія».

## Раннє життя
Сміт народився 28 лютого 1945 року в місті Орандж, штат Техас, у родині Віллі Рея Сміта-старшого та Джорджії Оріти Керл Сміт, і виріс у сусідньому Бомонті. Його батько, Віллі Рей Сміт-старший, був футбольним тренером і здобув 235 перемог у трьох старших школах району Бомонта. Бубба мав можливість грати під керівництвом свого батька у старшій школі Чарлтон-Поллард у Бомонті. Він став одним із найкращих гравців у шкільному футболі в історії штату. Молодший брат Сміта, Тоді Сміт, грав у студентському футболі за Університет Південної Каліфорнії, а пізніше — у професійних командах "Даллас Ковбойс", "Х’юстон Ойлерс" та "Баффало Біллс".

## Футбольна кар'єра

### Колледж
Спочатку Сміт сподівався грати в студентський футбол в Університеті Техасу. Хоча головний тренер "Лонггорнс" Даррел Роял вважав його гідним спортивної стипендії, він не наважився її запропонувати через расову сегрегацію, яка тоді панувала на Півдні США. На той час Техас був членом Південно-західної конференції (Southwest Conference, SWC), яка почала процес інтеграції лише у 1967 році. Футбольна програма університету відставала в цьому питанні і погодилася на зміни лише у 1970 році.
Ситуація в Університеті Техасу мотивувала Сміта стати набагато кращим гравцем у Мічиганському державному університеті, де він двічі отримував звання Всеамериканського гравця — у 1965 та 1966 роках. Він був дуже популярним спортсменом у Мічиган Стейт, і фанати скандували на трибунах гасло: «Kill, Bubba, Kill!» («Вбий, Бубба, вбий!»).
Його останньою грою за Мічиган Стейт стала нічия 10–10 з Нотр-Дамом на стадіоні Спартан 19 листопада 1966 року. Обидві команди були непереможеними та без нічиїх перед матчем, займаючи перші два місця в національних рейтингах (Notre Dame — №1 з результатом 8–0–0, Michigan State — №2 з результатом 9–0–0), тож гру назвали «Матчем століття» в студентському футболі. На початку першої чверті Сміт зупинив стартового квотербека Нотр-Дама Террі Генретті, який зазнав травми плеча. Його замінив Коулі О'Браєн. Сміт пізніше зізнався, що ця заміна зіграла проти Спартанців: «Це нам не допомогло. Вони випустили того О’Браєна, який був спритніший і швидший, і доставив нам більше клопоту. Інший хлопець просто стояв і чекав — саме це нам було потрібно».
У підсумку Мічиган Стейт фінішував другим після Нотр-Дама в остаточному голосуванні за національне чемпіонство.
У 1988 році Сміта було введено до Зали слави студентського футболу. Мічиган Стейт вивів з обігу його ігровий номер 95 23 вересня 2006 року перед домашнім матчем проти Нотр-Дама, під гучні вигуки його старого гасла з фан-сектору. Ця гра також відзначила 40-ту річницю «Матчу століття».
У 1999 році журнал Sports Illustrated включив його до своєї Столітньої збірної з американського студентського футболу.

### Професійна кар'єра
Сміт був обраний під першим загальним номером на драфті НФЛ 1967 року командою «Балтимор Кольтс». Цей вибір спочатку належав новоствореній команді «Нью-Орлінс Сейнтс», але був обміняний на квотербека Гері Куоццо. Одразу після Сміта, під другим номером, був обраний його товариш по команді з Мічиган Стейт — ранінбек Клінт Джонс. Станом на 2022 рік, Сміт залишається єдиним гравцем з Мічиган Стейт, якого обрали першим загалом.
Сміт провів дев’ять сезонів у НФЛ як захисний енд і двічі грав у Супербоулі протягом перших п’яти сезонів. «Кольтс», хоч і вважалися беззаперечними фаворитами, програли Супербоул III команді «Нью-Йорк Джетс», але через два роки, після сезону 1970 року, виграли Супербоул V. Це була єдина перемога Сміта у Супербоулі. Проте в інтерв’ю Сміт зізнавався, що ніколи не носив чемпіонську каблучку, оскільки залишився розчарованим через поразку в Супербоулі III, яку він вважав особистим і командним провалом.
У передсезонній грі 1972 року на стадіоні в Тампі Сміт зазнав серйозної травми, коли врізався в металеву стійку, яку тоді використовували для позначення ярдів. Через травму він пропустив увесь сезон. Після цього він подав позов проти Спортивного управління Тампи та НФЛ на суму 2,5 мільйона доларів, звинувативши арбітрів у неправильному розміщенні маркерів, що створило «неприпустиму небезпеку». Судовий процес тривав шість років і завершився визнанням справи недійсною.
16 липня 1973 року Сміта обміняли з «Кольтс» до «Окленд Рейдерс» в обмін на Реймонда Честера. Кар’єру він завершив у команді «Х’юстон Ойлерс». Сміта одного разу обирали до символічної збірної All-Pro, двічі — до збірної конференції, а також він двічі брав участь у Пробоулі.
Його життєвий шлях став натхненням для документального фільму Through the Banks of the Red Cedar, автором і режисеркою якого стала Майя Вашингтон — донька його товариша по команді з Мічиган Стейт Джина Вашингтона.

### Акторська кар'єра
Після завершення кар’єри у професійному футболі Сміт почав зніматися в кіно та на телебаченні — спочатку в невеликих ролях наприкінці 1970-х та на початку 1980-х років. Найбільш відомий він завдяки ролі Мозеса Хайтауера в серії фільмів «Поліцейска академія» — він зіграв у всіх частинах франшизи, окрім однієї. Також він зіграв водія персонажа Неда Бітті, Клайда Торкла, у фільмі Stroker Ace, головну роль у якому виконав Берт Рейнольдс.
Сміт також знявся у короткотривалому телесеріалі Blue Thunder, де його партнером став зірковий захисник і член Залу слави НФЛ Дік Баткус. Разом із ним Сміт часто з’являвся в рекламі пива Miller Lite.
Серед інших телесеріалів, у яких з’являвся Сміт, були: Good Times, Half Nelson, The Odd Couple, Wonder Woman, Taxi, Хто тут бос?, Hart to Hart, MacGyver, Married... with Children, Family Matters та Open All Night.
Також Сміт довгий час був рекламним обличчям юридичної фірми з району Балтимора — Cohen, Snyder, Eisenberg & Katzenberg.

### Особисте життя
У 1983 році Сміт опублікував автобіографію під назвою Kill, Bubba, Kill, у якій висловив припущення, що Супербоул III міг бути сфальсифікованим, аби забезпечити перемогу команди «Джетс» і таким чином сприяти безперешкодному об’єднанню ліг AFL та NFL.
3 серпня 2011 року Сміта знайшов мертвим у його будинку в Лос-Анджелесі його доглядач. Причиною смерті стала гостра наркотична інтоксикація та серцево-судинне захворювання. В його організмі було виявлено фентермін — препарат для зниження ваги. Серце Сміта важило більш ніж удвічі більше за середній показник для чоловіків його віку та статури. Йому було 66 років.

### Діагностика ХТЕ
24 травня 2006 року було оголошено, що у Сміта було діагностовано хронічну травматичну енцефалопатію (ХТЕ) — нейродегенеративне захворювання мозку, яке вражає невідому кількість колишніх спортсменів, що брали участь у контактних видах спорту. Це відкриття підтвердили дослідники, пов’язані з Департаментом у справах ветеранів США, Бостонським університетом і Фондом боротьби з наслідками струсу мозку (Concussion Legacy Foundation), і було оприлюднене з дозволу виконавця заповіту Сміта.
Сміт став 90-м колишнім гравцем НФЛ, у якого дослідники з мозкового банку Бостонського університету виявили ХТЕ; загалом вони дослідили 94 колишніх професійних футболісти. За даними Concussion Legacy Foundation, за шкалою від 1 до 4, яку використовував невропатолог під час дослідження мозку Сміта, йому було поставлено 3-ю стадію ХТЕ. Серед симптомів були когнітивні порушення, проблеми з прийняттям рішень і плануванням.

## Фільмографія
| Рік       |    | Українська назва                                   | Оригінальна назва                         | Роль                    |
| --------- | -- | -------------------------------------------------- | ----------------------------------------- | ----------------------- |
| 1973      | с  | Дивна парочка                                      | The Odd Couple                            | Бубба Сміт              |
| 1978      | с  | Диво-жінка                                         | Wonder Woman                              | Роджак                  |
| 1978      | тф | Супербудівля                                       | Superdome                                 | Мойсей Гордін           |
| 1978      | с  | Добрі часи                                         | Good Times                                | Клод                    |
| 1979      | с  | Ангели Чарлі                                       | Charlie's Angels                          | Тобі                    |
| 1979      | с  | Поневіряння шерифа Лобо                            | The Misadventures of Sheriff Lobo         | Ріно                    |
| 1979      | тф | Остання поїздка Далтона Ганга                      | The Last Ride of the Dalton Gang          | Лютер                   |
| 1979      | ф  | Приємно мати справу                                | A Pleasure Doing Business                 | Джо Марш                |
| 1980      | с  |                                                    | B.J. and the Bear                         | бандит Денні            |
| 1980      | с  | Біла тінь                                          | The White Shadow                          | сильна людина           |
| 1980      | с  |                                                    | Semi-Tough                                | Падді                   |
| 1980      | с  | Восьми достатньо                                   | Eight Is Enough                           | Нед Нейтон              |
| 1980      | с  | Вегас                                              | Vega$                                     | Пітер Бріджес           |
| 1980      | тф |                                                    | Fighting Back                             | Джейкобс                |
| 1981      | тф |                                                    | The Big Black Pill                        | Біг Фут                 |
| 1981      | ф  | Втеча з DS-3                                       | Escape from DS-3                          | Мак                     |
| 1981—1982 | с  |                                                    | Open All Night                            | Робін                   |
| 1982      | с  | Таксі                                              | Taxi                                      | Луціус Франклін         |
| 1983      | с  | Подружжя Харт                                      | Hart to Hart                              | Джиммі Джо Ньютон       |
| 1983      | ф  | Гонщик Строкер                                     | Stroker Ace                               | Арнольд                 |
| 1984      | с  | Блакитний грім                                     | Blue Thunder                              | Ліман Бубба Келсі       |
| 1984      | с  | Детектив Майк Хаммер                               | Mike Hammer                               | Бадді Лофтон            |
| 1984      | ф  | Поліцейська академія                               | Police Academy                            | Мозес Гайтавер          |
| 1985      | тф |                                                    | Rodney Dangerfield: Exposed               | Бубба                   |
| 1985      | тф | Половина Нельсона                                  | Half Nelson                               | Beau                    |
| 1985      | с  | Половина Нельсона                                  | Half Nelson                               | Курт                    |
| 1985      | ф  | Поліцейська академія 2: Їх перше завдання          | Police Academy 2: Their First Assignment  | Мозес Гайтавер          |
| 1986      | ф  | Схід «Чорного Місяця»                              | Black Moon Rising                         | Джонсон                 |
| 1986      | ф  | Поліцейська академія 3: Знову до академії          | Police Academy 3: Back in Training        | Мозес Гайтавер          |
| 1987      | ф  | Поліцейська академія 4: Квартальна охорона порядку | Police Academy 4: Citizens on Patrol      | Мозес Гайтавер          |
| 1987      | ф  | Дика парочка                                       | The Wild Pair                             | Бенні Евелон            |
| 1988      | ф  | Поліцейська академія 5: Операція Маямі-біч         | Police Academy 5: Assignment: Miami Beach | Мозес Гайтавер          |
| 1989      | ф  | Поліцейська академія 6: Місто в облозі             | Police Academy 6: City Under Siege        | Мозес Гайтавер          |
| 1989      | тф |                                                    | Stuck with Each Other                     | Огі                     |
| 1991      | с  | Одружені … та з дітьми                             | Married with Children                     | «Запасне колесо» Діксон |
| 1991      | с  | Макгайвер                                          | MacGyver                                  | Бейлі                   |
| 1992      | ф  | Гола правда                                        | The Naked Truth                           | поліцейський            |
| 1992      | ф  | Мій самурай                                        | My Samurai                                | Преподобний Джордж      |
| 1993      | ф  | Кулак честі                                        | Fist of Honor                             | детектив Джонсон        |
| 1993      | с  | Сімейні цінності                                   | Family Matters                            | Бонс                    |
| 1993      | с  |                                                    | Daddy Dearest                             | поліцейський 1          |
| 1994      | ф  | Мовчання шинки                                     | Il silenzio dei prosciutti                | Олаф                    |
| 1995      | ф  | Пропала школа                                      | Drifting School                           | Пітер Джексон           |
| 1997      | с  | Сабріна — маленька відьмочка                       | Sabrina, the Teenage Witch                | охорона                 |
| 1998      | с  | Поліцейська академія                               | Police Academy: The Series                | Мозес Гайтавер          |
| 2000      | ф  |                                                    | The Flunky                                | Бубба Сміт              |
| 2001      | ф  |                                                    | Down 'n Dirty                             | детектив Джеррі Кейл    |
| 2004      | кф | Тренер                                             | The Coach                                 | Халк Суддя              |
| 2006      | ф  | Воїни правосуддя                                   | Full Clip                                 | Сліпі                   |
| 2010      | ф  | Кривава річка                                      | Blood River                               | Гарольд                 |
| 2015      | ф  |                                                    | DaZe: Vol. Too (sic) - NonSeNse           | Бубба                   |